# Raionul Pavlohrad, Dnipropetrovsk
Pavlohrad (în ucraineană Павлоградський район, transliterat: Pavlohradskîi raion) este un raion în regiunea Dnipropetrovsk, Ucraina. Are reședința la Pavlohrad.
Are o suprafață de 2.420,9 km². Populația este de 173.300 locuitori, determinată în 2020.